# Sokratische Methode
Als sokratische Methode wird in philosophiegeschichtlicher und didaktischer Fachliteratur eine Vorgehensweise im Diskurs bezeichnet, die Platon in einer Reihe seiner literarisch gestalteten Dialoge darstellt. In ihnen lässt er seinen Lehrer Sokrates als Hauptsprecher auftreten und die Vorgehensweise im Umgang mit einzelnen Problemen und Gesprächspartnern demonstrieren. Die von Platon und anderen Sokratikern verfassten fiktiven Dialoge, in denen Sokrates eine wichtige Rolle spielt, werden sokratische Dialoge genannt. 
Als charakteristische Elemente der Methode gelten die Suche nach einer Definition, die das Untersuchungsobjekt genau beschreibt und abgrenzt, und die gemeinsame Überprüfung der Tauglichkeit von Definitionsvorschlägen, Behauptungen und Konzepten, wobei es um die Aufdeckung allfälliger Unstimmigkeiten geht. In didaktischer Hinsicht ist das prägende Merkmal das Bestreben, einem Lernenden durch geeignete Fragen zu ermöglichen, seine Irrtümer selbst herauszufinden und so sein Erkenntnispotenzial zu aktivieren.
Ob man überhaupt von einer sokratischen Methode sprechen kann und ob die so benannte Gesprächsführung auf den historischen Sokrates zurückgeht oder nur zu den Eigentümlichkeiten der von Platon geschaffenen literarischen Sokrates-Gestalt gehört, ist in der Forschung stark umstritten. Nach Platons Darstellung bezeichnete Sokrates seine Dialogpraxis als „Hebammenkunst“, was auf ein Verfahren deutet, das bestimmten Grundsätzen folgt.

## Die Frage der historischen Realität
Der Begriff sokratische Methode kommt in den Quellen nicht vor, er stammt aus neuzeitlichen philosophiegeschichtlichen Darstellungen. Platon gibt aber einige Hinweise auf eine besondere Diskurskunst seines Lehrers. Einer davon findet sich in der Apologie des Sokrates, einer literarisch ausgestalteten Version der Verteidigungsrede, die Sokrates im Jahr 399 v. Chr. als Angeklagter hielt. Dort bittet Sokrates die Anwesenden, nicht daran Anstoß zu nehmen, dass er in seiner Argumentation auf seine „gewohnte Weise“ verfahre. Im Dialog Theaitetos vergleicht Sokrates seine didaktische Vorgehensweise mit der „Hebammenkunst“ seiner Mutter, einer Hebamme: Wie die Hebamme den Frauen bei der Geburt ihrer Kinder hilft, so helfe er den Seelen bei der Geburt ihrer Einsichten. Ein Indiz dafür, dass man spätestens im 4. Jahrhundert v. Chr. Sokrates für den Urheber einer bestimmten Methode hielt, liefert Aristoteles. Er schreibt in seiner Metaphysik, es gebe zwei Errungenschaften, die man dem historischen Sokrates mit Recht zuschreiben könne: die heranführende Art der Herleitung (eine Art von induktiver Argumentation) und die allgemeine Abgrenzung von Bestimmungen (das Definieren der Allgemeinbegriffe).
Im Dialog Politeia lässt Platon Sokrates die Frage stellen, ob eine Untersuchung „nach der gewohnten Methode“ vorgenommen werden soll. Da es dort aber um eine Untersuchung unter dem Gesichtspunkt der Ideenlehre geht, bei der es sich um spezifisch platonisches Gedankengut handelt, kann nicht die „sokratische Methode“ gemeint sein.
Die Frage nach dem Verhältnis zwischen dem literarisch geschilderten „platonischen“ (in Platons Dialogen auftretenden) Sokrates und Sokrates als historischer Persönlichkeit gehört zu den schwierigsten Problemen der antiken Philosophiegeschichte. Eine überzeugende Rekonstruktion der Philosophie des historischen Sokrates gilt heute als unmöglich. Unklar ist auch, ob Aristoteles eigene Informationen über den historischen Sokrates verwertete oder seine Kenntnisse nur Platon verdankte. Von der Beantwortung der Frage nach der Glaubwürdigkeit der Quellen hängt ab, ob man die „sokratische Methode“ als charakteristisches Merkmal der philosophischen Untersuchungen des historischen Sokrates betrachtet. Skeptische Forscher beschränken sich auf die Feststellung, dass Platon als Schriftsteller seinem Lehrer, den er als Meister des Dialogs ins beste Licht rückt, eine bestimmte überlegene Art der Gesprächsführung zuschreibt.
Der Mangel an klaren Quellenaussagen über die Existenz und den genauen Inhalt einer von Sokrates eingeführten und praktizierten Methode hat sogar zu einer Forschungsmeinung geführt, der zufolge es eine solche Methode nicht gibt. Vielmehr sei es ein Merkmal von Sokrates’ philosophischen Bemühungen, dass er über keine besonderen Werkzeuge, keine einzigartigen und machtvollen Waffen gegen die Unwissenheit verfügt habe. Er habe nur seinen bis zuletzt ungebrochenen Willen, die Unwissenheit zu reduzieren, besessen, nicht aber ein Wissen über bestimmte Schritte, mit denen dies methodisch zu erreichen wäre. Zwar habe er eine besondere Art der Suche nach Definitionen gehabt, nicht jedoch eine Theorie der Definition, und von einer Methode im Sinne einer relativ systematischen, theoretisch begründeten Verfahrensweise könne man nicht sprechen.
Besonders nachdrücklich sprach sich der renommierte Philologe Ulrich von Wilamowitz-Moellendorff (1848–1931) gegen die Annahme aus, es gebe unabhängig von der Persönlichkeit des Sokrates eine sokratische Methode, die man formulieren und erlernen könne. Nicht mit einer Methode habe Sokrates fasziniert, sondern nur durch die Vorbildlichkeit, mit der er nach seinen Grundsätzen gelebt habe: „Die sokratische Methode ohne Sokrates ist nicht mehr, als die Pädagogik zu sein pflegt, die einem Seelenführer von Gottes Gnaden abguckt, wie er sich räuspert und wie er spuckt, seine angebliche Methode auf Flaschen zieht und dann meint, das Wasser des Lebens auszuschenken.“
Die meisten Forscher verwenden Ausdrücke wie „sokratische Methode“ oder „sokratische Argumentationstechnik“, doch gehen ihre Ansichten im Detail auseinander. Die Skeptiker, welche die Existenz einer bestimmten Methode bestreiten, haben sich zwar bisher nicht durchgesetzt, doch haben sie gezeigt, dass die herkömmlichen Vorstellungen über „die sokratische Methode“ zumindest problematisch sind. Viele Fragen bleiben offen.
Umstritten ist auch die Frage, ob der historische Sokrates seine Dialogpraxis als „Hebammenkunst“ (Mäeutik oder Maieutik) aufgefasst und bezeichnet hat oder der Vergleich mit der Geburtshilfe ein Einfall Platons war. Einige Indizien deuten darauf, dass der historische Sokrates tatsächlich seine Hilfestellung beim philosophischen Nachforschen mit der Tätigkeit einer Hebamme verglichen und in dieser Metapher sein Verständnis von Erkenntnisvermittlung zusammengefasst hat.

## Merkmale der Methode
Die Vorgehensweise des platonischen Sokrates ist durch zwei Aspekte gekennzeichnet: den erkenntnistheoretischen Ansatz und das didaktische Prinzip. Die Erkenntnistheorie wird insbesondere im Dialog Theaitetos thematisiert. Die spezifisch sokratische Praxis des Bemühens um Erkenntnis wird in einer Reihe von Werken Platons vorgeführt: Apologie des Sokrates, Charmides, Euthydemos, Euthyphron, Gorgias, Hippias maior (Echtheit umstritten), Hippias minor (Echtheit umstritten), Ion, Kriton, Laches, Lysis, Menon, Politeia (Buch I) und Protagoras. Für die sokratische Didaktik sind vor allem der Menon und der Theaitetos aufschlussreich.

### Die Erkenntnissuche
Hinsichtlich des Vorgehens bei der Erkenntnissuche lassen sich drei charakteristische Merkmale der „sokratischen Methode“ herausarbeiten:
- die Annahme, dass der Ausgangspunkt möglicher philosophischer Erkenntnis eine korrekte, das heißt die wirkliche Natur des Untersuchungsgegenstands genau beschreibende Definition ist.
- der sokratische Elenchos, die Widerlegung unzureichend durchdachter Behauptungen, insbesondere untauglicher Definitionsvorschläge
- die Strategie der Überprüfung der Stimmigkeit eines von einem Dialogteilnehmer vertretenen Gesamtkonzepts.

#### Die Bedeutung des Definierens
Das Definieren von Allgemeinbegriffen ist ein Hauptanliegen des (platonischen) Sokrates, wobei er sich vor allem auf das Gebiet der Ethik konzentriert. Dort geht es ihm um Fragen wie „Was ist Tapferkeit?“ oder „Was ist Frömmigkeit?“. Er hält die Begriffsbestimmung für eine vorrangige Aufgabe des Philosophen, der sich einem bestimmten Thema zuwendet. Damit meint er nicht eine Definition im modernen Sinne, also eine beliebige Zuordnung eines Ausdrucks zu einem Inhalt, eine bloße Konvention zwecks Verständigung und Vermeidung von Missverständnissen. Vielmehr zielt für ihn die Frage „Was ist X?“ auf eine exakte Bestimmung dessen, was die Natur von X tatsächlich ausmacht. Somit drückt die Definition eine Gegebenheit aus, die als objektive Tatsache erkannt werden soll. Für jedes Untersuchungsobjekt gibt es eine einzige schlechthin richtige Definition, die der Philosoph aufzufinden versucht. Wenn das Untersuchungsobjekt eine Eigenschaft ist, soll deren Definition das beinhalten, was alle Träger dieser Eigenschaft – und nur sie – zu solchen macht. Beispielsweise ist Tapferkeit so zu definieren, dass die Definition genau das ausdrückt, was in jedem Tapferen vorhanden ist und bewirkt, dass er tapfer ist. Wer diese Definition gefunden hat, der hat das Wesen der Tapferkeit erfasst. Er kann nicht nur erkennen, wer tapfer ist und wer nicht, sondern versteht auch, warum das so ist. Zwar kann man eine Vorstellung von Tapferkeit haben, ohne die Definition dieser Tugend zu kennen, doch setzt ein philosophisches Verständnis von Tapferkeit die Kenntnis der Definition voraus.
In der Forschung umstritten ist die Frage, ob der platonische Sokrates eine Priorität des Definitionswissens gegenüber sonstigem Wissen über den zu definierenden Gegenstand annimmt im Sinne der Aussagen „Wer nicht weiß, was F ist, kann für kein x wissen, ob x ein Fall von F ist“ und „Wer nicht weiß, was F ist, kann für keine Eigenschaft P wissen, ob F P aufweist“. Hier ergibt sich die Schwierigkeit, dass Sokrates bei der Suche nach der Definition von F auf Beispiele von F zurückgreift, also bereits unterstellt, dass es sich tatsächlich um Beispiele von F handelt. In der Forschungsliteratur werden verschiedene Lösungsvorschläge diskutiert.

#### Der Elenchos und die Überprüfung der Stimmigkeit
In der Apologie fragt der platonische Sokrates nach den Motiven, die seine Gegner zu der gerichtlichen Anklage, gegen die er sich verteidigt, bewogen haben. Er ist angeklagt, die Jugend zu verführen. Diese Anklage führt er nicht darauf zurück, dass die Gegner seine philosophischen Überzeugungen für falsch und schädlich hielten, sondern darauf, dass er sich mit seiner Art des Philosophierens Feinde gemacht habe. Er meint, nicht ein bestimmter Inhalt, sondern seine Vorgehensweise als solche errege Anstoß. Daher bittet er um Verständnis für seine Absicht, auch in der aktuellen Situation an seiner „Art des Redens“ festzuhalten; man solle nur auf die Berechtigung seiner Ausführungen achten und ihm die Art der Darlegung nicht verübeln. Mit „Art“ meint er seine Gewohnheit, unzulänglich begründete Behauptungen als nicht überzeugend zu erweisen und damit den Anspruch der Urheber dieser Behauptungen auf Wissen oder Weisheit als haltlos zu entlarven. Diese zur Widerlegung führende Überprüfung von Aussagen wird als „sokratischer Elenchos“ bezeichnet. Unter Elenchos (ἔλεγχος élenchos) versteht man allgemein jede Widerlegung unabhängig von ihrer Stichhaltigkeit, also mit Einschluss von Scheinwiderlegungen durch Fehlschlüsse; im sokratischen und platonischen Kontext ist speziell die „Elenktik“ gemeint, eine Rechenschaftsabgabe über die Grundlage einer Position mit dem Ziel der Befreiung von Scheinwissen und Annäherung an die Wahrheit. Der typische Ablauf in den Dialogen ist folgender:
Sokrates stellt seinem Gesprächspartner die Frage, wie ein bestimmter Begriff zu definieren sei („Was ist X-heit?“). Die Frage wird beantwortet. In der zweiten Phase stellt Sokrates eine Reihe weiterer Fragen, die in dem gegebenen Zusammenhang relevant sind und ebenfalls beantwortet werden. Die Antworten der zweiten Phase haben in dem Elenchos die Funktion von Prämissen; es sind Aussagen, die hinsichtlich der ersten Frage Konsequenzen haben. In der dritten Phase zeigt Sokrates, dass die in der zweiten Phase gegebenen Antworten mit der Antwort auf die erste Frage unvereinbar sind. In der vierten Phase wird die Konsequenz ins Auge gefasst, dass die erste Antwort nicht stimmen kann, falls die Meinungen, die zu den Antworten der zweiten Phase geführt haben, richtig sind. Somit erweist sich die Position des Gesprächspartners als widersprüchlich, sein Definitionsversuch ist gescheitert. Darauf ändert er die Definition, gibt eine völlig neue Antwort auf die erste Frage oder muss sich seine Ratlosigkeit eingestehen.
Aus dem Elenchos ergibt sich unter logischem Gesichtspunkt nicht notwendigerweise die Unbrauchbarkeit der zunächst vorgeschlagenen Definition, sondern nur ihre Unvereinbarkeit mit den Prämissen. Sofern allerdings die Dialogteilnehmer die Prämissen für evidente Tatsachen halten, müssen sie folgern, dass die Antwort auf die eingangs gestellte Definitionsfrage falsch ist. Die Prämissen werden im sokratischen Dialog nicht hinsichtlich ihres Wahrheitsgehalts untersucht, sondern man betrachtet nur die Folgen, die sich aus ihnen für die Antwort auf die Ausgangsfrage ergeben. Aus der Sicht der Gesprächspartner des Sokrates steht die Richtigkeit der Prämissen fest und er widerspricht dem nicht, doch vermeidet er eine diesbezügliche ausdrückliche Festlegung. Dieser Umstand ist in der Forschung unterschiedlich interpretiert worden. Nach der „konstruktivistischen“ Deutung (Gregory Vlastos) zielt der Elenchos auf ein positives Ergebnis ab: Die Antwort auf die Ausgangsfrage soll als richtig oder falsch erwiesen werden. Dann krankt die Untersuchung allerdings, wie Vlastos feststellt, an der fehlenden Überprüfung des Wahrheitsgehalts der Prämissen. Vlastos meint, Sokrates habe die Prämissen bis zum Beweis des Gegenteils für wahr halten können, weil sie nicht bloße Behauptungen seiner Gesprächspartner gewesen seien, sondern auch ein Teil seines eigenen Systems, dessen Konsistenz niemand habe widerlegen können. Nach der „nichtkonstruktivistischen“ Interpretation von Hugh Benson will Sokrates weder mit dem Elenchos die Falschheit der Antwort auf die Ausgangsfrage beweisen noch vergleicht er die Plausibilität dieser Antwort mit derjenigen der Prämissen und fällt ein Urteil darüber. Vielmehr geht es ihm nur um die Überprüfung der Stimmigkeit des Gesamtkonzepts seines Gesprächspartners. Ist das Konzept als unstimmig erwiesen, so obliegt seinem Urheber eine wie auch immer geartete Abänderung. Diesen Schritt zu veranlassen ist nach Bensons Verständnis der Zweck des sokratischen Elenchos.

### Die Mäeutik
Der didaktische Aspekt der Vorgehensweise des platonischen Sokrates ist die „Hebammenkunst“ (Mäeutik oder Maieutik), die er im Dialog Theaitetos beschreibt. Dabei handelt es sich um die Kunst, einem Gesprächspartner Wissen – beispielsweise mathematische Kenntnisse – zu vermitteln, indem man ihn nicht belehrt, sondern ihn durch geeignete Fragen dazu bringt, vorhandene irrige Vorstellungen zu beseitigen und den tatsächlichen Sachverhalt selbst zu entdecken, das Wissen aus dem eigenen Geist herauszuholen. Sokrates betont, er teile nicht anderen Wissen mit, sondern leiste ihnen nur „Geburtshilfe“, wenn ihre Seelen gleichsam schwanger seien und bereit, eine Einsicht zu „gebären“. Die Hilfe beim Suchen und Finden von Erkenntnissen, wobei auf Belehrung konsequent verzichtet wird, erscheint in Platons Darstellung als spezifisch sokratische Alternative zur konventionellen Wissensvermittlung durch Weiterreichen und Einüben von Lehrstoff.
Der wichtigste Teil der Hebammenkunst des platonischen Sokrates besteht aber nach seiner Darstellung nicht in der Technik des zielführenden Fragens, sondern in seiner Fähigkeit einzuschätzen, welche „schwangeren“ Seelen in der Lage sind, wertvolle Erkenntnisse hervorzubringen, und welche nur Untaugliches „gebären“ können. Nach dieser Einschätzung wählt er die aus, denen er „Geburtshilfe“ leistet.

## Moderne Rezeption

### Didaktik
Im modernen didaktischen Sprachgebrauch wird mit den Ausdrücken „sokratische Methode“ und „sokratisches Gespräch“ an die antike Tradition angeknüpft. Dort versteht man darunter allgemein Konzepte, die darauf basieren, dass ein Unterrichtsstoff – anders als beim Lehrervortrag – interaktiv im Dialog zwischen Lehrpersonal und Schülerschaft durch Fragen und Antworten gemeinsam erschlossen wird (fragend-entwickelnder Unterricht).

### Verhaltenstherapie
In der kognitiven Verhaltenstherapie bezeichnet man als sokratischen Dialog eine Gesprächstechnik, durch die kognitive Verzerrungen des Patienten hinterfragt und Widersprüche in seinem Denken aufgedeckt werden sollen. Dabei vermittelt der Therapeut keine eigenen Ansätze, sondern versucht durch „naive“ Fragen die negativen Grundannahmen des Patienten zu erfassen, bis dieser selbst Unstimmigkeiten in seinen Überzeugungen entdeckt. Dadurch wird der Patient innerhalb seiner kognitiven Schemata verunsichert, und eine Veränderung wird möglich. Indiziert ist der verhaltenstherapeutische sokratische Dialog häufig bei depressiven Störungen.